# Douzains
Douzains est une commune du Sud-Ouest de la France, située dans le département de Lot-et-Garonne, en région Nouvelle-Aquitaine.

## Géographie

### Localisation

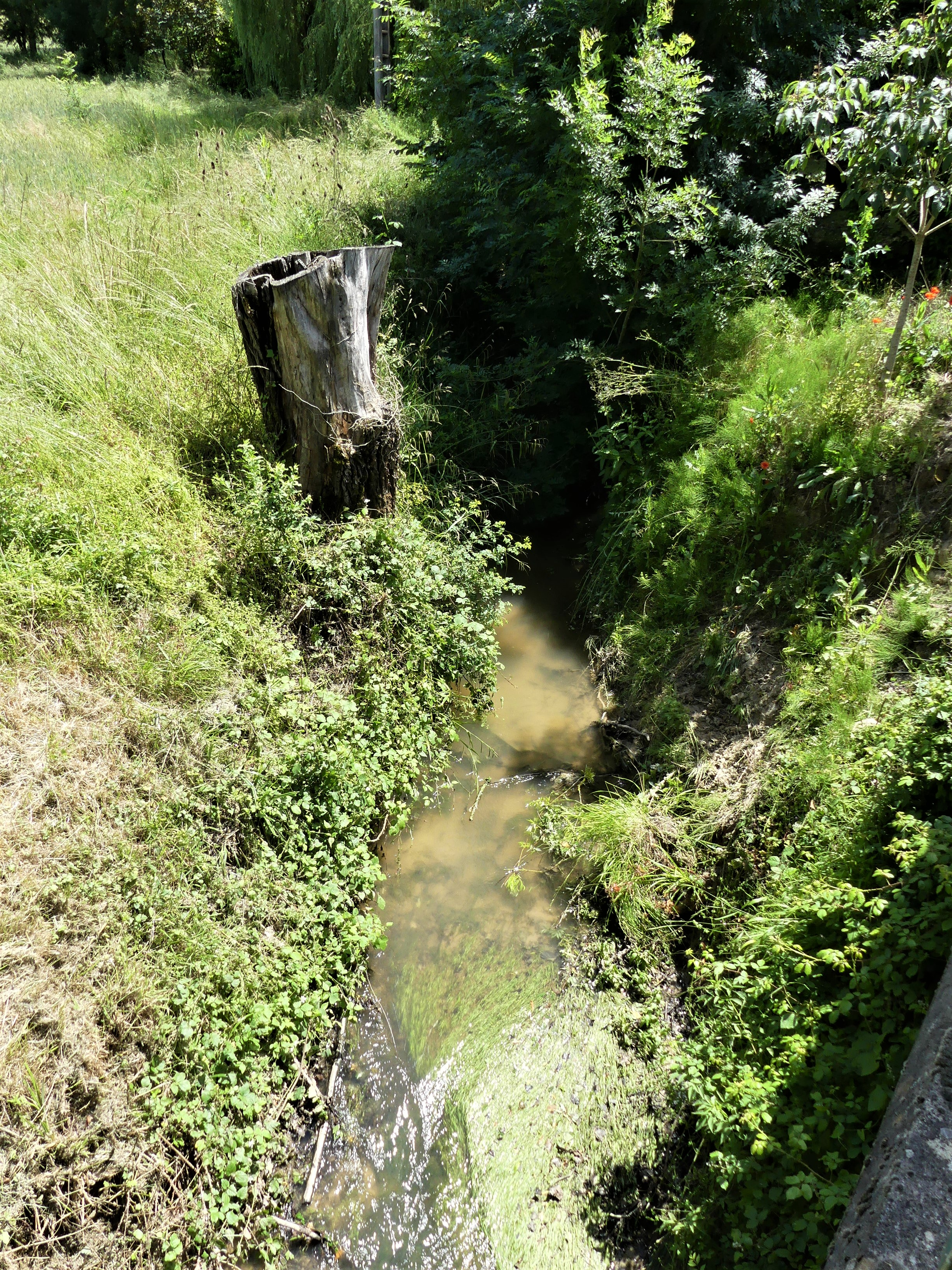
La Douyne au pont de la RD 416, ent limite de Montauriol (à gauche) et Douzains (à droite).

La commune de Douzains est située dans le nord du département de Lot-et-Garonne. Elle s'étend sur 12,66 km2. Elle est bordée à l'est sur plus de trois kilomètres par un affluent du Dropt, la Douyne, face à Castillonnès et Montauriol, au sud-est sur un kilomètre et demi par son affluent le Rubital, face à Montauriol, et au nord-ouest sur plus d'un kilomètre par un autre affluent du Dropt, le ruisseau de Lacalège, face à Lauzun. Le territoire communal s'étage entre 65 mètres, là ou le ruisseau de Lacalège quitte la commune et sert de limite entre Lalandusse et Lauzun, et 150 ou 151 mètres, dans le sud, près du lieu-dit Sureau.
Le bourg est situé, en distances orthodromiques, onze kilomètres à l'est-sud-est de la bastide d'Eymet et quinze kilomètres à l'est-nord-est de Miramont-de-Guyenne.
Entre Castillonnès et Sérignac-Péboudou, la commune est desservie par la route départementale (RD) 254 qui passe 600 mètres au sud-est du bourg. Dans l'extrême sud-est, la RD 416 fait une incursion d'environ 400 mètres sur le territoire communal.

### Communes limitrophes
Douzains est limitrophe de six autres communes.
| Lalandusse | Cahuzac           |              |
| Lauzun     | Douzains          | Castillonnès |
|            | Sérignac-Péboudou | Montauriol   |

### Climat
Le climat qui caractérise la commune est qualifié, en 2010, de « climat du Bassin du Sud-Ouest », selon la typologie des climats de la France qui compte alors huit grands types de climats en métropole. En 2020, la commune ressort du type « climat océanique altéré » dans la classification établie par Météo-France, qui ne compte désormais, en première approche, que cinq grands types de climats en métropole. Il s’agit d’une zone de transition entre le climat océanique et les climats de montagne et semi-continental. Les écarts de température entre hiver et été augmentent avec l'éloignement de la mer. La pluviométrie est plus faible qu'en bord de mer, sauf aux abords des reliefs.
Les paramètres climatiques qui ont permis d’établir la typologie de 2010 comportent six variables pour les températures et huit pour les précipitations, dont les valeurs correspondent à la normale 1971-2000. Les sept principales variables caractérisant la commune sont présentées dans l'encadré ci-après.
| Paramètres climatiques communaux sur la période 1971-2000 - Moyenne annuelle de température : 12,8 °C - Nombre de jours avec une température inférieure à −5 °C : 2 j - Nombre de jours avec une température supérieure à 30 °C : 7,6 j - Amplitude thermique annuelle : 15 °C - Cumuls annuels de précipitation : 819 mm - Nombre de jours de précipitation en janvier : 11,9 j - Nombre de jours de précipitation en juillet : 6,9 j |

Avec le changement climatique, ces variables ont évolué. Une étude réalisée en 2014 par la Direction générale de l'Énergie et du Climat complétée par des études régionales prévoit en effet que la  température moyenne devrait croître et la pluviométrie moyenne baisser, avec toutefois de fortes variations régionales. La station météorologique de Météo-France installée sur la commune et en service de 1988 à 2019 permet de connaître l'évolution des indicateurs météorologiques. Le tableau détaillé pour la période 1981-2010 est présenté ci-après.
| Mois                                  | jan.          | fév.            | mars          | avril           | mai           | juin          | jui.          | août           | sep.          | oct.          | nov.            | déc.          | année     |
| ------------------------------------- | ------------- | --------------- | ------------- | --------------- | ------------- | ------------- | ------------- | -------------- | ------------- | ------------- | --------------- | ------------- | --------- |
| Température minimale moyenne (°C)     | 3             | 3,2             | 5,4           | 7,2             | 11,1          | 14            | 15,7          | 15,9           | 12,7          | 10,3          | 5,8             | 3,3           | 9         |
| Température moyenne (°C)              | 6,3           | 7,5             | 10,4          | 12,5            | 16,8          | 19,9          | 21,9          | 22,2           | 18,5          | 15            | 9,5             | 6,5           | 14        |
| Température maximale moyenne (°C)     | 9,7           | 11,8            | 15,5          | 17,8            | 22,5          | 25,8          | 28,1          | 28,5           | 24,4          | 19,7          | 13,2            | 9,7           | 18,9      |
| Record de froid (°C) date du record   | −8,4 13.01.03 | −13 09.02.12    | −9,3 01.03.05 | −1,4 21.04.1991 | 1,9 05.05.10  | 6,2 01.06.06  | 8,9 17.07.00  | 8,4 29.08.1995 | 4,6 27.09.10  | −2,5 25.10.03 | −6,6 22.11.1998 | −10 16.12.01  | −13 2012  |
| Record de chaleur (°C) date du record | 19 28.01.02   | 22,9 15.02.1998 | 27,7 20.03.05 | 31,2 30.04.05   | 34,6 30.05.01 | 39,4 21.06.03 | 40,1 13.07.03 | 42,6 05.08.03  | 38,4 03.09.05 | 33,1 04.10.04 | 25,2 07.11.15   | 19,9 05.12.06 | 42,6 2003 |
| Précipitations (mm)                   | 59,1          | 50,4            | 50,7          | 78,8            | 68,8          | 70,3          | 55,6          | 58,8           | 58,6          | 73,1          | 73,2            | 59,8          | 757,2     |

## Urbanisme

### Typologie
Au 1er janvier 2024, Douzains est catégorisée commune rurale à habitat très dispersé, selon la nouvelle grille communale de densité à sept niveaux définie par l'Insee en 2022.
Elle est située hors unité urbaine et hors attraction des villes,.

### Occupation des sols

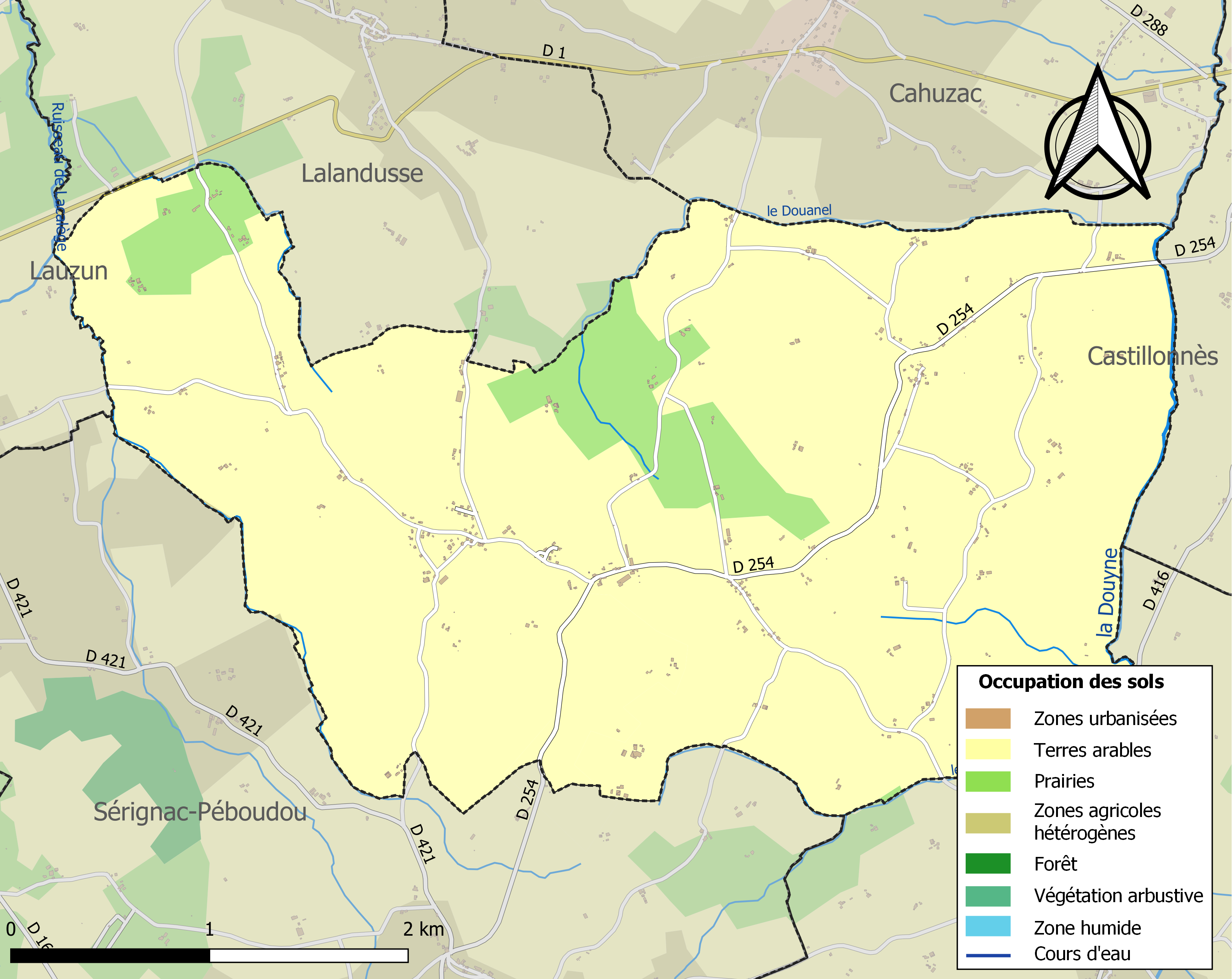
Carte des infrastructures et de l'occupation des sols de la commune en 2018 (CLC).

L'occupation des sols de la commune, telle qu'elle ressort de la base de données européenne d’occupation biophysique des sols Corine Land Cover (CLC), est marquée par l'importance des territoires agricoles (100 % en 2018), une proportion identique à celle de 1990 (100 %). La répartition détaillée en 2018 est la suivante : 
terres arables (88,6 %), prairies (8,3 %), cultures permanentes (3,1 %), zones agricoles hétérogènes (0,1 %). L'évolution de l’occupation des sols de la commune et de ses infrastructures peut être observée sur les différentes représentations cartographiques du territoire : la carte de Cassini (XVIIIe siècle), la carte d'état-major (1820-1866) et les cartes ou photos aériennes de l'IGN pour la période actuelle (1950 à aujourd'hui).

### Risques majeurs
Le territoire de la commune de Douzains est vulnérable à différents aléas naturels : météorologiques (tempête, orage, neige, grand froid, canicule ou sécheresse), mouvements de terrains et séisme (sismicité très faible). Un site publié par le BRGM permet d'évaluer simplement et rapidement les risques d'un bien localisé soit par son adresse soit par le numéro de sa parcelle.
Les mouvements de terrains susceptibles de se produire sur la commune sont des affaissements et effondrements liés aux cavités souterraines (hors mines) et des tassements différentiels. Afin de mieux appréhender le risque d’affaissement de terrain, un inventaire national permet de localiser les éventuelles cavités souterraines sur la commune.

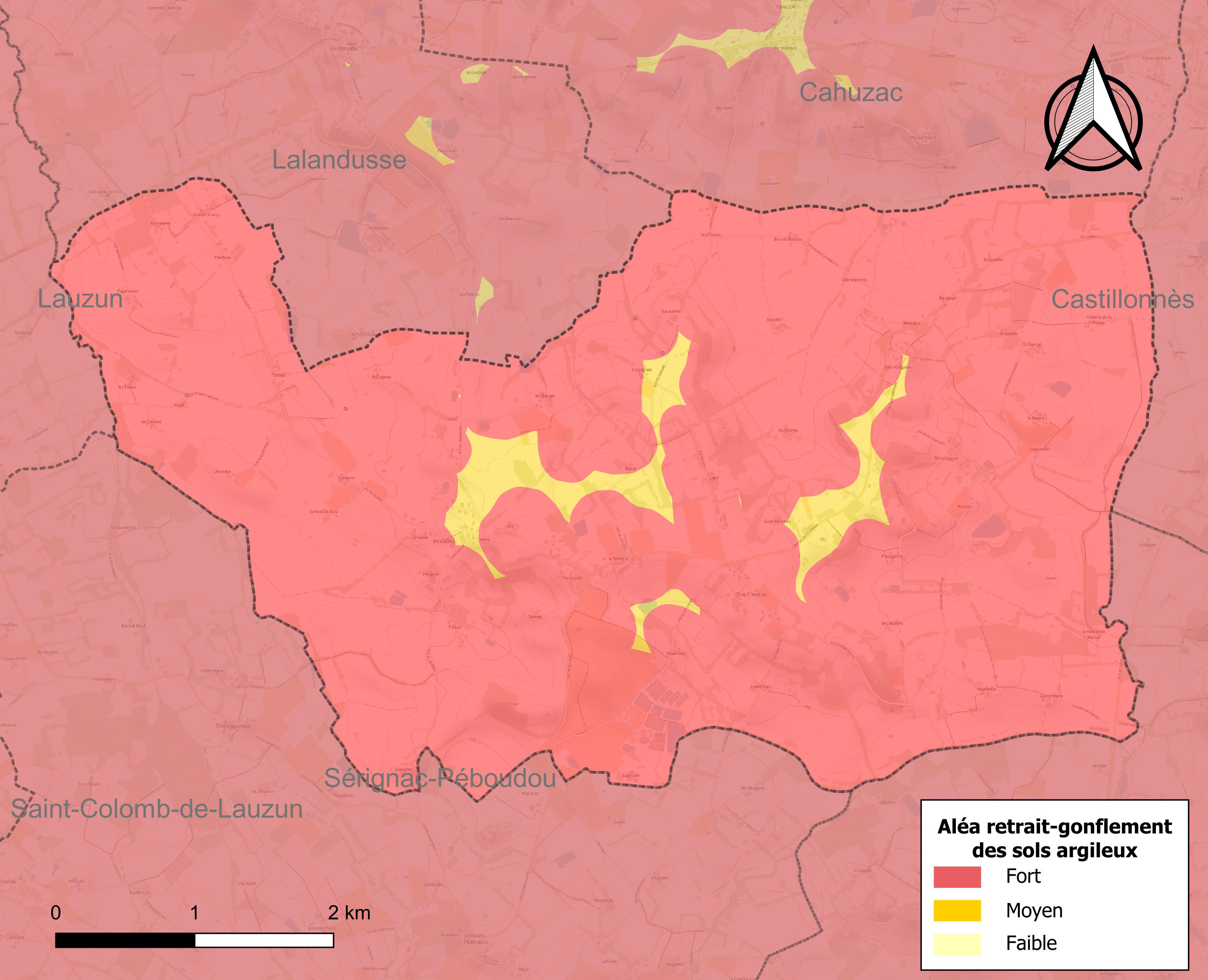
Carte des zones d'aléa retrait-gonflement des sols argileux de Douzains.

Le retrait-gonflement des sols argileux est susceptible d'engendrer des dommages importants aux bâtiments en cas d’alternance de périodes de sécheresse et de pluie. La totalité de la commune est en aléa moyen ou fort (91,8 % au niveau départemental et 48,5 % au niveau national). Depuis le 1er octobre 2020, en application de la loi ELAN, différentes contraintes s'imposent aux vendeurs, maîtres d'ouvrages ou constructeurs de biens situés dans une zone classée en aléa moyen ou fort,.
La commune a été reconnue en état de catastrophe naturelle au titre des dommages causés par les inondations et coulées de boue survenues en 1982, 1993, 1999 et 2009, par la sécheresse en 2011 et 2017 et par des mouvements de terrain en 1999.

## Histoire
En 1824, la commune de Saint-Grégoire, créée aux débuts de la Révolution, fusionne avec celle de Douzains.

## Politique et administration

### Liste des maires

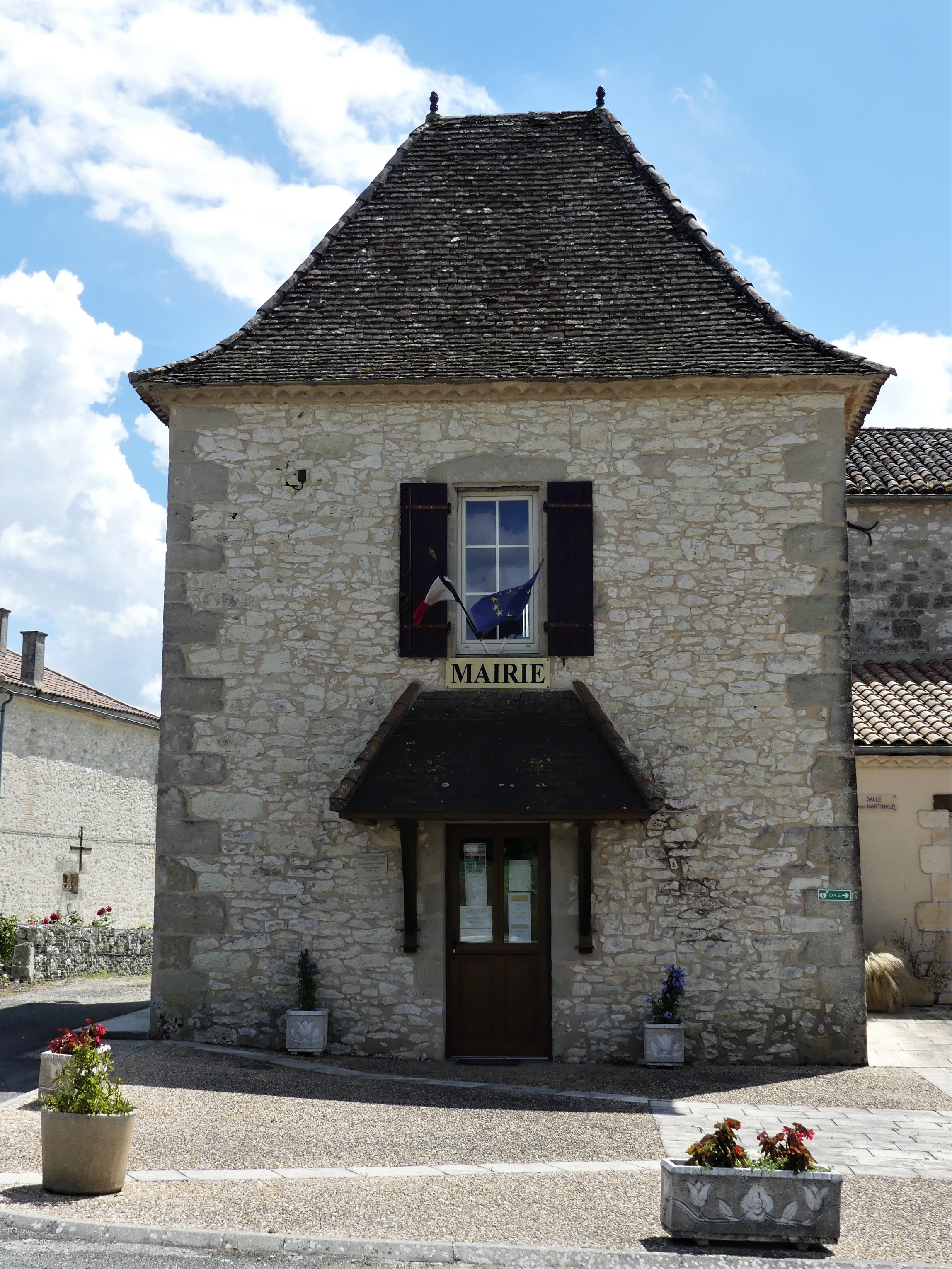
La mairie en 2023.

| Période                                  | Période  | Identité             | Étiquette | Qualité           |
| ---------------------------------------- | -------- | -------------------- | --------- | ----------------- |
| Les données manquantes sont à compléter. |          |                      |           |                   |
|                                          |          |                      |           |                   |
| mars 2001                                | mai 2010 | Claude Decroix       |           | Retraité agricole |
| juillet 2010                             | mai 2020 | Marie-Claire Lagarde |           |                   |
| mai 2020                                 | En cours | Jean-Pierre Dauta    |           |                   |

## Population et société

### Démographie
L'évolution du nombre d'habitants est connue à travers les recensements de la population effectués dans la commune depuis 1800. Pour les communes de moins de 10 000 habitants, une enquête de recensement portant sur toute la population est réalisée tous les cinq ans, les populations de référence des années intermédiaires étant quant à elles estimées par interpolation ou extrapolation. Pour la commune, le premier recensement exhaustif entrant dans le cadre du nouveau dispositif a été réalisé en 2007.

En 2022, la commune comptait 261 habitants, en évolution de −1,51 % par rapport à 2016 (Lot-et-Garonne : −0,18 %, France hors Mayotte : +2,11 %).
| 1800 | 1806 | 1821 | 1831 | 1836 | 1841 | 1846 | 1851 | 1856 |
| ---- | ---- | ---- | ---- | ---- | ---- | ---- | ---- | ---- |
| 309  | 349  | 361  | 716  | 734  | 688  | 666  | 643  | 605  |

| 1861 | 1866 | 1872 | 1876 | 1881 | 1886 | 1891 | 1896 | 1901 |
| ---- | ---- | ---- | ---- | ---- | ---- | ---- | ---- | ---- |
| 610  | 612  | 607  | 527  | 505  | 487  | 457  | 432  | 411  |

| 1906 | 1911 | 1921 | 1926 | 1931 | 1936 | 1946 | 1954 | 1962 |
| ---- | ---- | ---- | ---- | ---- | ---- | ---- | ---- | ---- |
| 395  | 374  | 360  | 342  | 351  | 367  | 361  | 306  | 306  |

| 1968 | 1975 | 1982 | 1990 | 1999 | 2006 | 2007 | 2012 | 2017 |
| ---- | ---- | ---- | ---- | ---- | ---- | ---- | ---- | ---- |
| 272  | 225  | 193  | 206  | 244  | 262  | 265  | 261  | 269  |

| 2022 | - | - | - | - | - | - | - | - |
| ---- | - | - | - | - | - | - | - | - |
| 261  | - | - | - | - | - | - | - | - |

## Culture locale et patrimoine

### Lieux et monuments
- Église Saint-Pierre de Douzains.
- Église Saint-Grégoire de Saint-Grégoire.

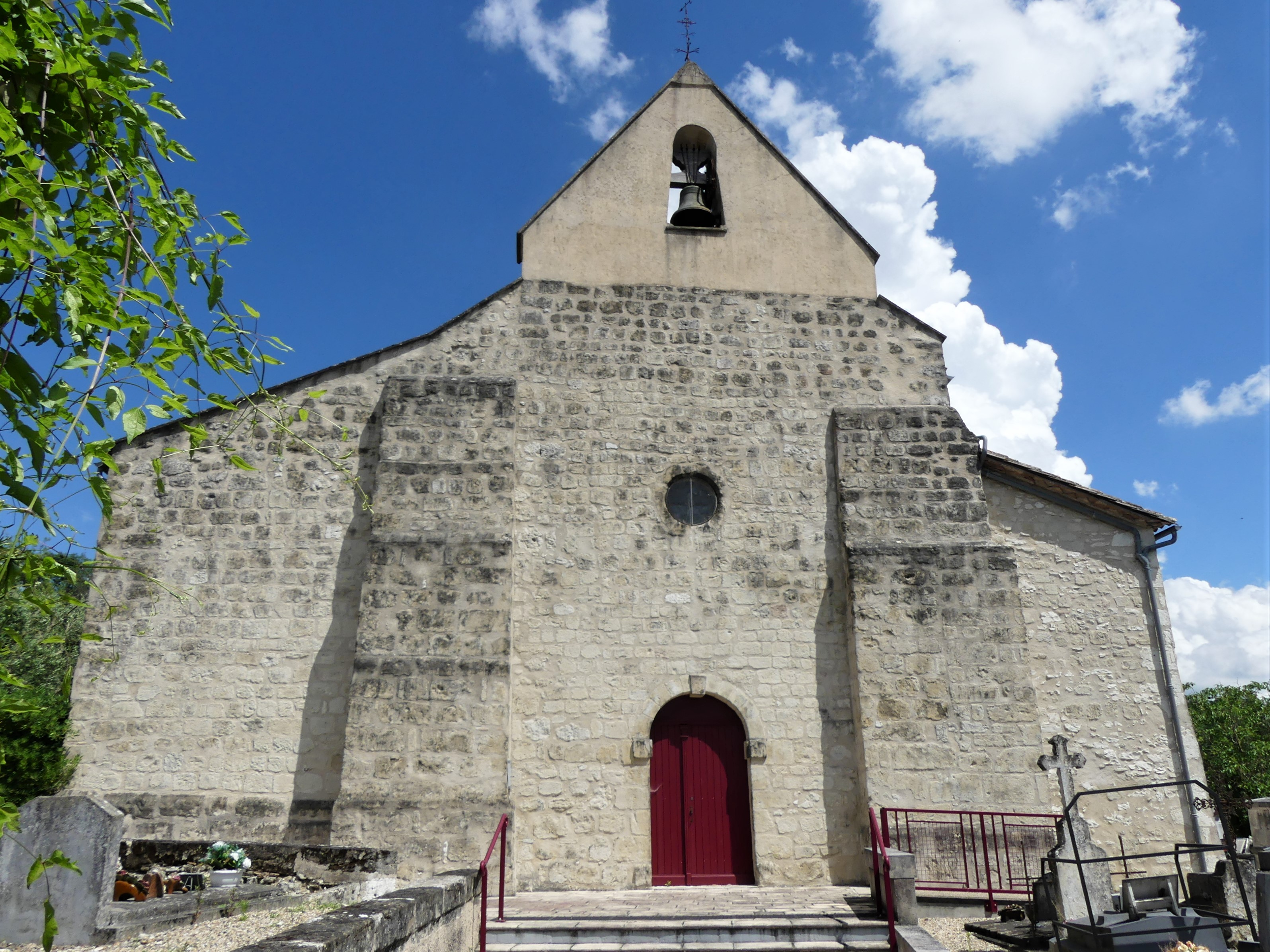
L'église Saint-Pierre.
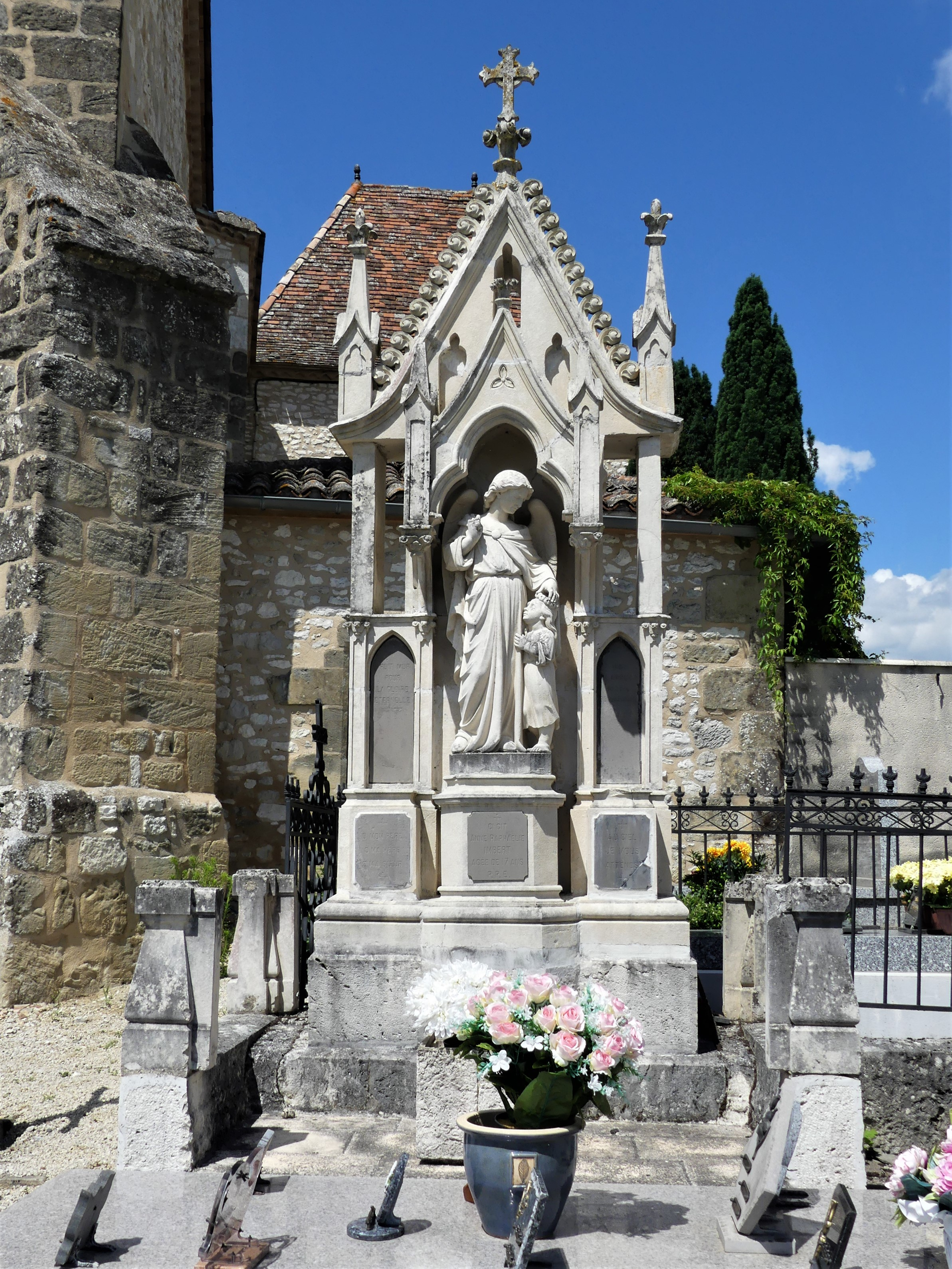
Dans le cimetière de Douzains, sculpture réalisée par Augustin Fumadelles en 1882.
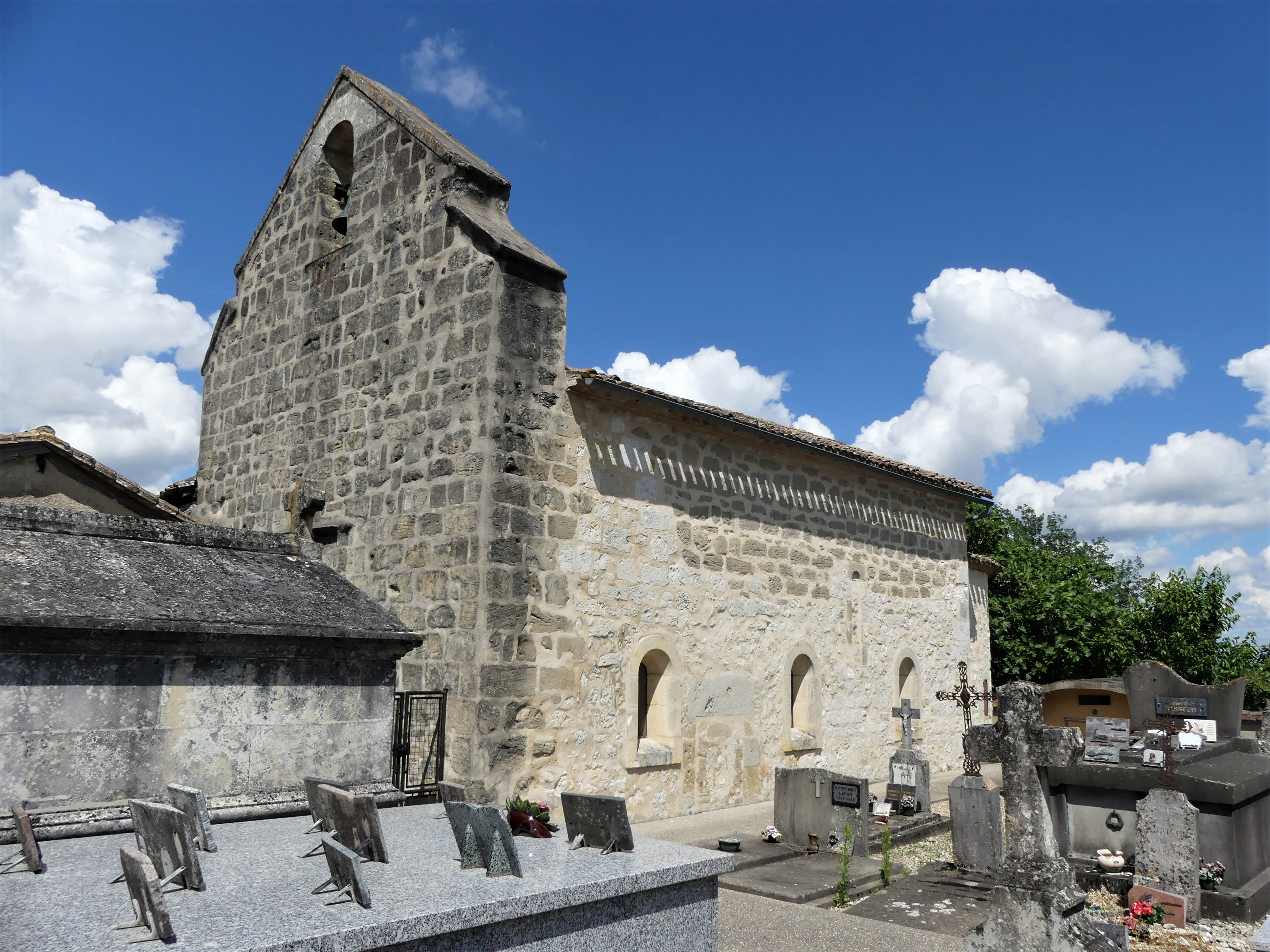
L'église Saint-Grégoire.
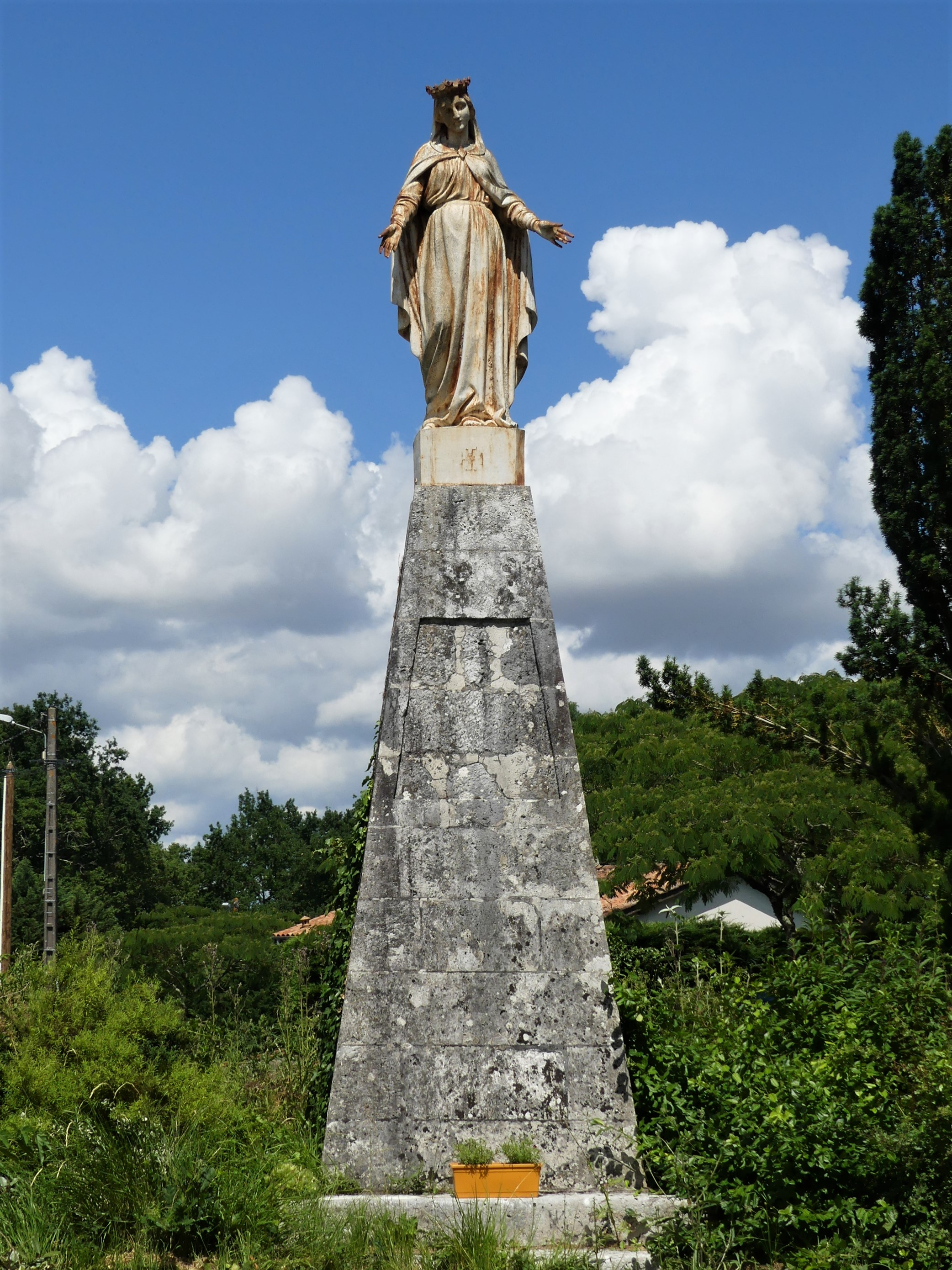
Statue de la Vierge au lieu-dit-Sol.
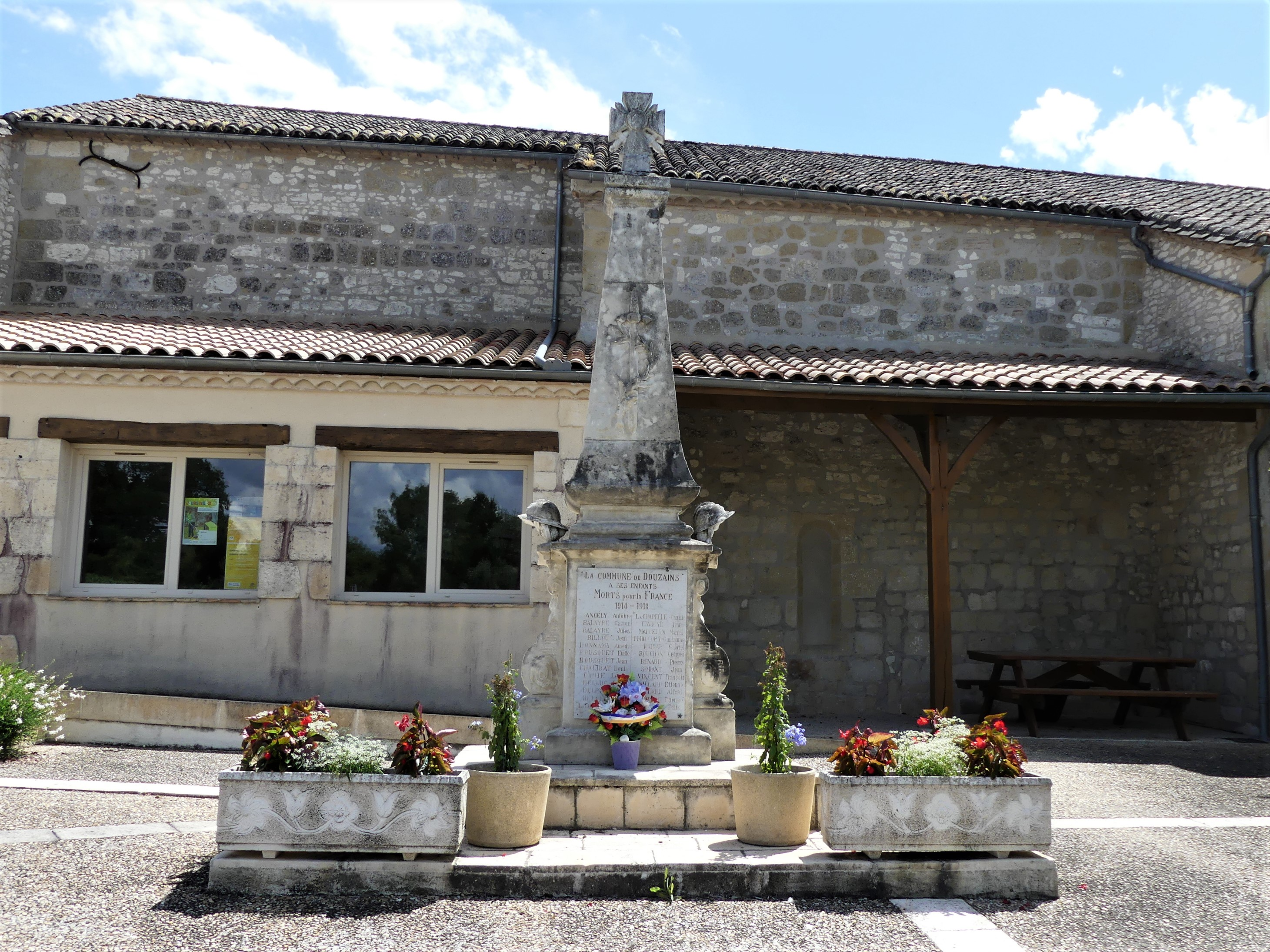
Le monument aux morts.
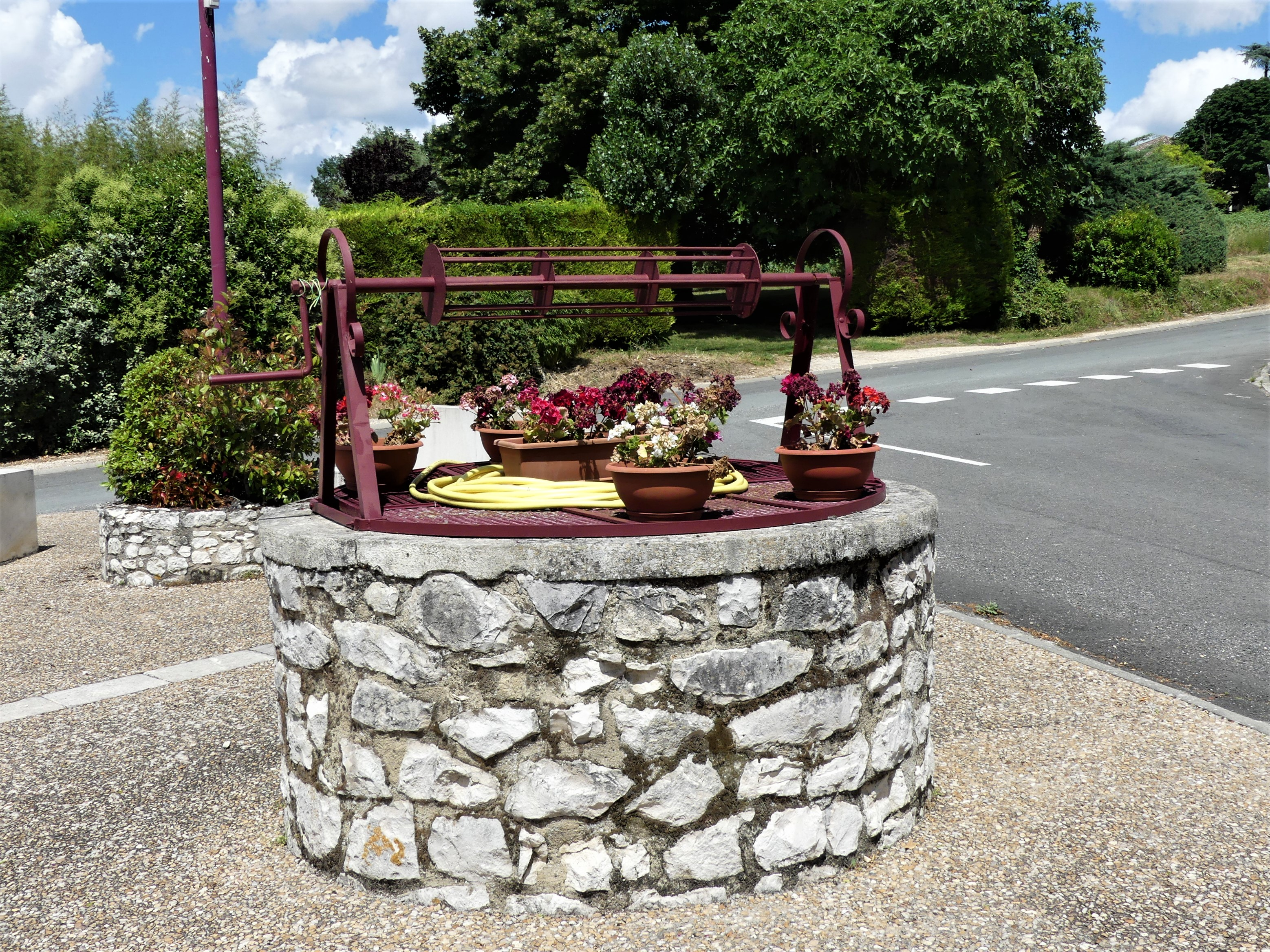
Puits dans le bourg.

### Personnalités liées à la commune
- Bernard Lavigne (1954-2019), joueur international de Rugby à XV, né à Douzains.